# Washington Mutual
Washington Mutual (kurz WaMu) war eines der größten US-amerikanischen Finanzunternehmen im Bankenbereich. Das Unternehmen war im S&P 500 gelistet. Washington Mutual war im Bereich der Vermögensverwaltung die sechstgrößte Bank der USA mit einem Wert von rund 350,7 Milliarden US-Dollar.
WaMu bot seinen Kunden verschiedene Finanzdienstleistungen an, darunter Hypotheken, Kreditkartenservice, Investmentfinanzierungen und Darlehen.
Im Herbst 2008 eskalierte eine Banken- und Finanzkrise. Am 25. September 2008, zehn Tage nach Lehman Brothers, brach WaMu zusammen. Sie wurde in einem Notverkauf zu weiten Teilen vom Finanzkonzern J.P. Morgan Chase übernommen.

## Unternehmensgeschichte

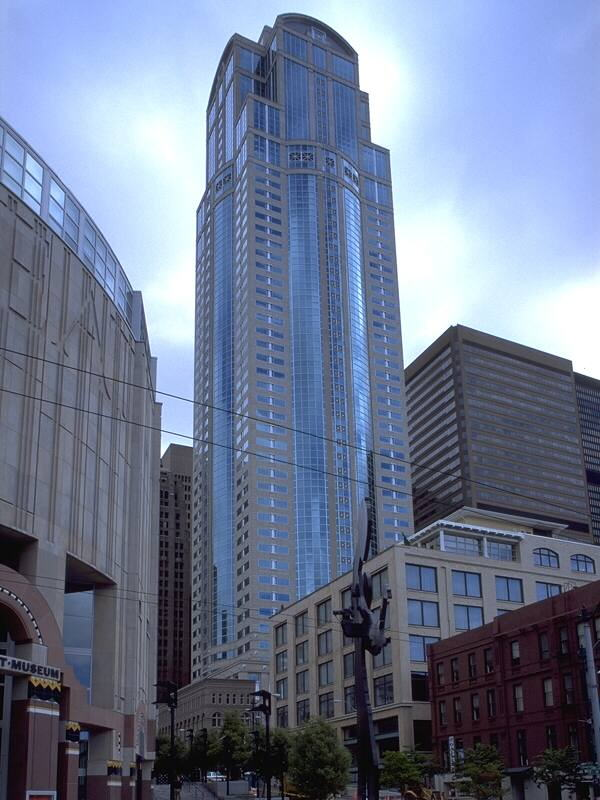
Der Washington Mutual Tower in Seattle, Washington

Washington Mutual wurde als Washington National Building Loan and Investment Association am 25. September 1889 nach dem Großbrand in Seattle gegründet. Der Name wechselte am 25. Juni 1908 zu Washington Savings and Loan Association.
Am 25. Juli 1930 erwarb Washington Mutual das Unternehmen Continental Mutual Savings Bank.
Der Marketingslogan des Unternehmens wurde The Friend of the Family.
1983 erwarb das Unternehmen das Finanzunternehmen Murphy Favre. In der Folgezeit erwarb Washington Mutual insbesondere Hypothekenanbieter wie PNC Mortgage, Fleet Mortgage und Homeside Lending und wurde zum drittgrößten Hypothekenanbieter in den Vereinigten Staaten.
Im März 2006 zog das Unternehmen in sein neues Hauptquartier, das WaMu Center in Seattle um. Das ehemalige Hauptquartier des Unternehmens, der Washington Mutual Tower, lag einen Block vom neuen Sitz entfernt.
Nach einer Reihe von Bankenfusionen in den 1980er und 1990er Jahren war die Washington Mutual die einzige verbliebene große Bank mit Sitz in Seattle. Washington Mutual hatte zwar als einfache Sparkasse begonnen, mit dem Immobilienboom der vergangenen Jahre ihre Aktivitäten aber besonders auf den durch geringerklassige Sicherheiten (Subprime-Markt) problematischen Hypothekenmarkt der USA ausgerichtet.
Am 25. September 2008 wurden große Teile der Firma an J.P. Morgan Chase notverkauft. Am Tag darauf beantragte WaMu Insolvenz gemäß Chapter 11 des US-Insolvenzrechts. Der Zusammenbruch des Unternehmens ist die größte Bankenpleite in der US-Geschichte.
Zur Jahresmitte 2008 hatte die Bank 43.000 Mitarbeiter in über 2200 Zweigstellen in 15 US-Bundesstaaten.

## Liste von Erwerbungen
- Commercial Capital Bancorp, Kalifornien, 2006
- Providian Financial Corporation, Kalifornien, 2005
- HomeSide Lending, Inc., Florida, eine Einheit von National Australia Bank, 2002
- Dime Bancorp, Inc., New York, 2002
- Fleet Mortgage Corp., South Carolina, 2001
- Bank United Corp., Texas, 2001
- PNC Mortgage, Illinois, 2001
- Alta Residential Mortgage Trust, Kalifornien, 2000
- Long Beach Financial Corp., Kalifornien, 1999
- Industrial Bank, Kalifornien, 1998
- H.F. Ahmanson & Co. (Home Savings of America), Kalifornien, 1998
- Great Western Bank, 1997
- United Western Financial Group, Inc., Utah, 1997
- Keystone Holdings, Inc. (American Savings Bank), Kalifornien, 1996
- Utah Federal Savings Bank, 1996
- Western Bank, Oregon, 1996
- Enterprise Bank, Washington, 1995
- Olympus Bank FSB, Utah, 1995
- Summit Savings Bank, Washington, 1994
- Far West Federal Savings Bank, Oregon, 1994
- Pacific First Bank, Ontario, 1993
- Pioneer Savings Bank, Washington, 1993
- Great Northwest Bank, Washington, 1992
- Sound Savings & Loan Association, Washington, 1991
- CrossLand Savings FSB, Utah, 1991
- Vancouver Federal Savings Bank, Washington, 1991
- Williamsburg Federal Savings Association, Utah, 1990
- Frontier Federal Savings Association, Washington, 1990
- Old Stone Bank of Washington, FSB, Rhode Island, 1990

## Zusammenbruch
Am 25. September 2008 kam es im Zuge der Finanzkrise seit 2007 zum Kollaps der Bank bei Kundeneinlagen von 188 Milliarden und Vermögenswerten von 307 Milliarden US-Dollar zur größten Bankenpleite in der Geschichte der USA. Ein Zusammenbruch mit entsprechender Belastung des US-amerikanischen Einlagensicherungsfonds konnte mit einer teilweisen Übernahme durch die US-Bank JP Morgan Chase für 1,9 Milliarden US-Dollar verhindert werden.
Laut Federal Deposit Insurance Corporation (FDIC), des US-amerikanischen Öffentlichen Unternehmens für die Einlagensicherung, war es seit Mitte des Monats zu Mittelabflüssen von 16,7 Milliarden Dollar und damit akuten Liquiditätsproblemen gekommen, sodass die Bank ihren Verpflichtungen nicht mehr nachkommen konnte. Die Verluste in den vergangenen drei Monaten hatten 6,1 Milliarden US-Dollar betragen.
Laut der Office of Thrift Supervision, welche die Bank schloss und an die FDIC übergab, war die Bank bis zum Ende liquide. Das Unternehmen war besonders am Markt für Hypotheken engagiert.
Der Schlusskurs der Aktie von Washington Mutual am 25. September betrug 1,51 US-Dollar, der Höchstkurs der letzten 52 Wochen 39,25 US-Dollar. Vor Mitte 2007 hatte sich der Aktienkurs jahrelang in einer kleinen Bandbreite um 50 US-Dollar bewegt.

## Insolvenzverfahren nach „Chapter 11“
Einen Tag nach Schließung der Washington Mutual Bank (WMB) stellte Washington Mutual Inc. (WMI), die Holding-Gesellschaft der Washington-Mutual-Gruppe, am 26. September 2008 Antrag auf Eröffnung des Insolvenzverfahrens (Chapter 11 im US-amerik. Recht). Die Anwaltskanzlei Weil, Gotshal & Manges übernahm die Vertretung vom WMI. Im Insolvenzantrag wies WMI 32,9 Milliarden US-Dollar Vermögensgegenstände bei 8,2 Milliarden US-Dollar Verbindlichkeiten aus.
In der Folge reichten WMI und Weil bei den Insolvenzgerichten in Delaware und Columbia verschiedene Klagen gegen die FDIC und JP Morgan Chase ein, mit einem Streitwert von über 17 Milliarden US-Dollar. Die Holding fordert Erstattung der 6,5 Milliarden US-Dollar Kapitaleinlagen und 4 Milliarden US-Dollar genussscheinähnlicher Wertpapiere (Trust-preferred security), die kurz vor der Insolvenz an die WMB übertragen wurden. Dazu kommen 3 Milliarden US-Dollar Steuerrückzahlungen und 4 Milliarden US-Dollar an Einlagen, die die Holding zum Zeitpunkt der Schließung auf einem Konto bei der WMB unterhalten hatte.
Außerdem forderte WMI faire Entschädigung für die Vermögensgegenstände, die die FDIC für nur 1,9 Milliarden US-Dollar von der WMB an JP Morgan übertragen hatte. Nach Einschätzung unabhängiger Experten ging es dabei um mehr als 50 Milliarden US-Dollar. Durch eine Gesetzesänderung während des Insolvenzverfahrens standen WMI für Verlustvorträge aus den letzten 5 Jahren zusätzlich weitere 5,6 Milliarden US-Dollar an Steuererstattungen zu.
Ende Dezember 2009 stoppten WMI und Weil aber plötzlich und ohne Erklärung die eingereichten Klagen und die Verfolgung möglicher Ansprüche. Der US Trustee, angesiedelt beim US Department of Justice und nach amerik. Recht eine übergeordnete Instanz für Chapter 11, berief daraufhin aus „dringlichen Gründen“ eine Aktionärsvertretung („Equity Committee“) ein. Am 28. Januar 2010 genehmigte Richterin Mary Walrath das Equity Committee mit der Begründung, dass WMI „nicht hoffnungslos insolvent ist“.
Trotzdem reichten WMI und Weil am 12. März 2010 bei Gericht einen Plan zur Reorganisation ein, der vorsah, sämtliche Klagen gegen die FDIC und JP Morgan fallenzulassen, Steuererstattungen untereinander aufzuteilen und die WMI-Aktionäre schließlich mangels verbleibender Masse wertlos auszubuchen.
Im Gegenzug hatte das Equity Committee mehrere Anträge bei Gericht eingereicht mit der Forderung, Einsicht in die Bücher von WMI und eine vollständige Aufstellung aller Vermögensgegenstände zu erhalten sowie nach mehr als 2 Jahren wieder eine Aktionärsversammlung durchzuführen. Im April 2010 bestätigte das Gericht, dass die Aktionäre auch während einer Insolvenz das Recht auf eine jährlich stattfindende Aktionärsversammlung haben.
Auf Antrag des Equity Committee und nach Vorlage neuester Beweise setzte das Gericht im August 2010 einen unabhängigen Prüfer („Examiner“) ein, der den Auftrag hatte, eine vollständige und transparente Aufstellung aller Vermögensgegenstände von WMI zu erstellen und die Erfolgsaussichten der laufenden Klagen gegen die FDIC, JP Morgan sowie möglicherweise weitere Parteien objektiv zu beurteilen.
Am 7. September 2010 stellte Examiner Joshua Hochberg von der US-Kanzlei McKenna Long seinen vorläufigen Untersuchungsbericht vor. Gleichzeitig beantragte er beim Gericht mehr Zeit um relevante Sachverhalte zu untersuchen, weitere Dokumente zu sichten und Verantwortliche bei JP Morgan, der FDIC und weiteren Behörden sowie dritten Parteien zu vernehmen. Das Gericht gab dem Antrag des Prüfers statt, der ursprünglich bis zum 8. Oktober seinen endgültigen Bericht vorlegen sollte.
Am 1. Nov. 2010 legte Hochberg seinen mit Spannung erwarteten Bericht vor, der jedoch die Erwartungen des Gerichts nicht erfüllte. Unter anderem versäumte Hochberg es, Zeugen unter Eid zu vernehmen; und viele seiner Schlussfolgerungen bezogen sich auf Quellen, die unter das Anwaltsgeheimnis fallen. Am 12. Dez. 2010 verfügte das Gericht deshalb, dass der Bericht nicht zur Beweisführung vor Gericht verwendet werden durfte.
Am 24. Mai 2011 gab Washington Mutual bekannt, sich mit den Gläubigern und dem Equity Committee auf einen vorläufigen Vertrag geeinigt zu haben, um Mitte August das Ende der Insolvenz zu erreichen. Wie die Umstrukturierung der Sparkasse aussieht und umgesetzt wird, soll in den kommenden Monaten bekannt gegeben werden.